# Hyparrhenia andongensis
Hyparrhenia andongensis är en gräsart som först beskrevs av Alfred Barton Rendle, och fick sitt nu gällande namn av Otto Stapf. Hyparrhenia andongensis ingår i släktet Hyparrhenia och familjen gräs. Inga underarter finns listade i Catalogue of Life.